# 에르난 갈린데스
에르난 이스마엘 갈린데스(스페인어: Hernán Ismael Galíndez, 1987년 3월 30일 ~ )는 에콰도르의 축구 선수로 현재 아르헨티나 프리메라 디비시온의 우라칸에서 골키퍼로 활약하고 있다.